# Mannheimer Volksversammlung

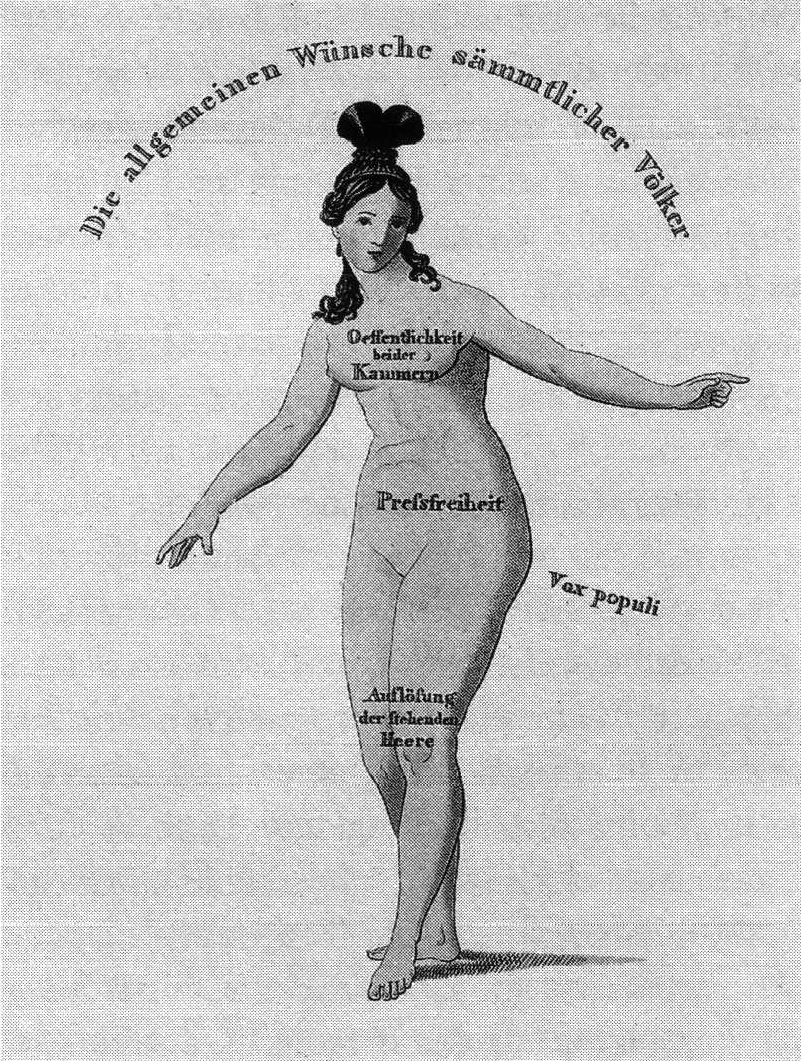
„Die allgemeinen Wünsche sämmtlicher Völker“. Darstellung der Märzforderungen in einem Kupferstich von 1848.

Die Mannheimer Volksversammlung vom 27. Februar 1848 markiert den Beginn der Badischen Revolution und damit der Märzrevolution des Jahres 1848/49. Einberufen wurde sie von radikalen Liberalen, unter ihnen der Mannheimer Jurist, Journalist und Revolutionär Gustav Struve.

## Auslöser
Den äußeren Anlass zur Zusammenkunft bot die Nachricht aus Paris, dass erneut revolutionäre Unruhen mit Barrikadenkämpfen („Februarrevolution“, 22. bis 24. Februar 1848) ausgebrochen seien und der „Bürgerkönig“ Louis Philippe abgedankt habe. Diese Nachricht verstärkte die revolutionäre Aufbruchstimmung, die in Baden herrschte und sich bereits zuvor in den Versammlungen von Offenburg und Heppenheim manifestiert hatte.

## Märzforderungen
Am 27. Februar 1848 fand in der Aula des Mannheimer Lyzeums eine Volksversammlung statt, an der Gustav Struve, Adam von Itzstein und andere Oppositionelle teilnahmen. Vor 2.500 Zuhörern, was mehr als zehn Prozent der damaligen Mannheimer Bevölkerung entsprach, wurden die „Mannheimer Forderungen“ formuliert. Die Teilnehmer der Mannheimer Volksversammlung verfassten eine an die Regierung in Karlsruhe gerichtete Petition, in der sie „Wohlstand, Bildung und Freiheit für alle Klassen der Gesellschaft, ohne Unterschied der Geburt und des Standes“ verlangten. Sie mündet in vier Forderungen, die die Eckpunkte des politischen Programms der Märzrevolution markieren:
1. Volksbewaffnung mit freien Wahlen der Offiziere
2. Unbedingte Pressefreiheit
3. Schwurgerichte nach dem Vorbild Englands
4. Sofortige Herstellung eines deutschen Parlaments

Diese Forderungen haben als Märzforderungen Geschichte gemacht. Sie wurden in den Ländern des Deutschen Bundes verbreitet und allenthalben als Adressen an die verschiedenen Regierungen gerichtet. (Sie orientierten sich an den Forderungen der Mannheimer Volksversammlung vom 27. Februar 1848 und waren durch die Französische Februarrevolution beeinflusst.)